# Spring Cup
Lo Spring Cup è un torneo professionistico di tennis giocato su campi in sintetico. Fa parte dell'ITF Men's Circuit e dell'ITF Women's Circuit. Si gioca annualmente a Mosca in Russia.

## Albo d'oro

### Singolare maschile
| Anno | Campione         | Finalista       | Punteggio           |
| ---- | ---------------- | --------------- | ------------------- |
| 2008 | Michail Kukuškin | Jan Mertl       | 6(4)–7, 7–6(4), 6-3 |
| 2009 | Lukáš Lacko      | Denis Macukevič | 6-4, 4-6, 6-2       |
| 2010 | Non disputato    |                 |                     |
| 2011 | Denis Macukevič  | Sergej Betov    | 7–5, 6–2            |
| 2012 | Andis Juška      | Deniss Pavlovs  | 6–7(3–7), 6–3, 6–1  |

### Doppio maschile
| Anno | Campioni                            | Finalisti                        | Punteggio     |
| ---- | ----------------------------------- | -------------------------------- | ------------- |
| 2008 | Sergei Demekhine Konstantin Kravčuk | Chris Eaton Alexander Slabinsky  | 6-1, 6-2      |
| 2009 | Konstantin Kravčuk Lukáš Lacko      | Pavel Chekhov Valery Rudnev      | 6-2, 6-4      |
| 2010 | Non disputato                       |                                  |               |
| 2011 | Andis Juška Deniss Pavlovs          | Denis Macukevič Mikhail Vasiliev | 6–4, 7–6(5)   |
| 2012 | Andis Juška Deniss Pavlovs          | Sergej Betov Andrej Vasilevskij  | 7–6(7–5), 6–1 |

### Singolare femminile
| Anno | Campionessa         | Finalista        | Punteggio   |
| ---- | ------------------- | ---------------- | ----------- |
| 2011 | Ljudmyla Kičenok    | Dar'ja Gavrilova | 6-2, 6-0    |
| 2012 | Margarita Gasparjan | Ljudmyla Kičenok | 6–0, ritiro |

### Doppio femminile
| Anno | Campionesse                            | Finaliste                             | Punteggio             |
| ---- | -------------------------------------- | ------------------------------------- | --------------------- |
| 2011 | Ljudmyla Kičenok Nadežda Kičenok       | Aleksandra Panova Ol'ga Panova        | 6-3, 6-3              |
| 2012 | Margarita Gasparjan Anna Arina Marenko | Valentina Ivachnenko Kateryna Kozlova | 3–6, 7–6(7–4), [10–6] |